# Kinabaluhjälmörn
Kinabaluhjälmörn (Spilornis kinabaluensis) är en fågel i familjen hökar inom ordningen hökfåglar. Den förekommer endast i bergstrakter på norra Borneo. Där minskar den i antal, så pass att den anses vara utrotningshotad.

## Utseende och läten
Kinabaluhjälmörnen är en liten (51–56 cm) och mörk skogslevande örn. Fjäderdräkten är mörkbrun med ljusare fläckar på undersidan, vingarna och bak i nacken. På hjässans bakre del syns en umbrabrun fläck. Strupen är svart, den rätt långa stjärten svartaktig med ett brett vitt band. De långa vingarna har svarta spetsar och vita fjäderbaser på vingpennorna. Dess vida spridda nära släkting orienthjälmörnen är ljusare med kortare vingar samt smalare och mindre tydligt gråvitt stjärtband.
Lätet består av ljusa upprepade visslingar likt orienthjälmörnen, inte olikt jättejuveltrasten, men även ett mer komplext läte bestående av tre rätt mjuka och korta "kwick" direkt följt av ett "kele" och utdragna "liffliíííiiii".

## Utbredning och systematik
Fågeln förekommer i bergstrakter på Borneo, från Kinabalu i västra Sabah och söderut till åtminstone Mount Mulu i nordöstra Sarawak och Mount Murud i nordöstra Kalimantan. Den behandlas som monotypisk, det vill säga att den inte delas in i några underarter.

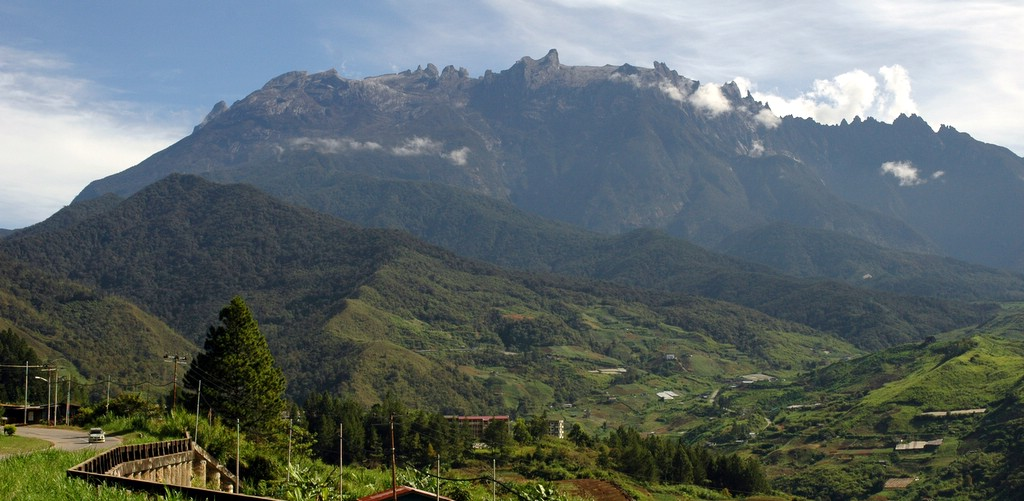
Kinabalu är namnet på Borneos högsta berg där kinabaluhjälmörnen förekommer.

Kinabaluhjälmörnen behandlas av vissa som en underart till orienthjälmörnen (Spilornis cheela), men dessa skiljs åt höjdmässigt där deras utbredningsområden möts och lätena skiljer sig tydligt.

## Levnadssätt
Arten bebor bergsbelägen städsegrön regnskog, framför allt på bergsryggar 750–2900 meter över havet. Där den delar utbredningsområde med orienthjälmörnen skiljs de åt vertikalt med några hundra höjdmetrar. Födan består framför allt av ormar och ödlor, likt orienthjälmörnen. Inget är känt om dess häckningsbiologi annat än att två nyligen flygga ungar observerats i början av november.

## Status och hot
Kinabaluhjälmörnen har ett litet utbredningsområde och tros minska i antal till följd av skogsavverkningar. Internationella naturvårdsunionen IUCN kategoriserar den som nära hotad. Världspopulationen uppskattas till mellan 2 500 och 20 000 vuxna individer.